# Mary Kekedo
Dame Mary Angela Kekedo DBE, BEM (cognom de soltera: Natera; c. 1919 – 15 de gener de 1993) va ser una educadora papuana.
Nascuda a l’illa de Yule, es va traslladar a Kokoda després que el seu marit trobés feina a l’oficina del govern local. Amb el desig d’educar els seus fills, però davant la manca d’una escola al districte, va començar a ensenyar-los ella mateixa. La seva classe aviat es va ampliar per incloure molts veïns de la comunitat i, juntament amb Jessie Yeoman, l’esposa de l’assistent de l’oficial de districte, va fundar una escola. Kekedo també va ensenyar tècniques modernes de salut a les dones locals abans de convertir-se en funcionària de benestar infantil. Va ser distingida amb la Medalla de l’Imperi Britànic (*British Empire Medal*) i va ser nomenada Comandant, i posteriorment Dama Comandant, de l’Orde de l’Imperi Britànic.

## Trajectòria
Mary Angela Natera va néixer a l’illa de Yule (que aleshores formava part del Territori de Papua, administrat per Austràlia) cap al 1919. Va assistir a l’escola primària de St Patrick. Es va casar amb Walter Kekedo el 1939. El 1947, Walter es va traslladar a Kokoda com a empleat administratiu i operador de ràdio a l’oficina del districte, i Mary s’hi va unir el 1948. La parella va tenir deu fills i també va adoptar una criatura abandonada que havien deixat a la seva porta. Però al districte no hi havia cap escola per educar-los. Kekedo, que no havia rebut estudis avançats, volia que els seus fills rebessin una educació moderna. Va començar ensenyant al seu fill gran, Roland (que llavors tenia set anys), i a alguns dels seus amics a casa seva. Va comptar amb l’ajuda del seu marit i de Jessie Yeoman, l’esposa de l’assistent de l’oficial de districte.
Kekedo va visitar els pobles de la zona durant quatre setmanes per convidar els infants orokaiva a unir-se a la seva classe, però va quedar sorpresa quan 200 nens es van presentar el primer dia, el 24 de maig de 1948. L’escola no tenia edificis, de manera que inicialment es va establir a casa seva. El centre va créixer ràpidament fins a 400 alumnes, i els infants només parlaven motu, una llengua que ella no coneixia. Cada matí els ensenyava a parlar anglès.
Walter va obtenir un terreny del govern i, amb l’ajuda dels veïns, va construir una escola formada per dos coberts. Durant 13 mesos, Kekedo i Yeoman van ensenyar a un grup cada cop més nombrós d’infants fins que el Departament d’Educació del territori va enviar un mestre format. El govern es va fer càrrec de la gestió de l’escola, hi va enviar més mestres i va construir més aules.
A més de la seva tasca a l’escola, Kekedo va ensenyar tècniques modernes d’higiene, cures postpart i llevadoria a les dones locals. Es va incorporar al Departament de Benestar Infantil del territori i va ampliar la seva tasca fins a convertir-la en un centre de formació professional.

## Distincions i llegat
Kekedo va rebre la British Empire Medal en els New Year Honours de 1968 per la seva tasca com a assistent sènior a l’escola primària “T” de Kokoda. El 1977, amb motiu dels Silver Jubilee and Birthday Honours, va ser nomenada Comandant de l’Orde de l’Imperi Britànic pels serveis prestats a la comunitat. El 1987, en els New Year Honours, va ser ascendida a Dama Comandant del mateix orde. Aquest darrer honor li va ser atorgat per Sir Alkan Tololo, secretari d’educació de Papua, que va comentar: «Aquesta dona no para mai de treballar».
La seva filla, Rose, també va ser nomenada Dama Comandant de l’Orde de l’Imperi Britànic en els Birthday Honours de 1995, i així mare i filla es van convertir en les primeres dames a Papua.Una segona filla, Jean Kekedo, també va rebre la mateixa distinció en els Birthday Honours de 2020.Mary i el seu marit Walter van criar onze fills, inclosa una nena que van trobar a la seva porta quan tenia un mes.
Mary Kekedo va morir el 15 de gener de 1993. Al seu funeral, celebrat a Port Moresby, hi van assistir més de 500 persones. Va ser enterrada a Kokoda i una nova escola a Port Moresby va ser batejada en el seu honor. També un dels col·legis majors de la Universitat de Papua Nova Guinea, a Port Moresby, porta el seu nom.